# Historický radioklub československý

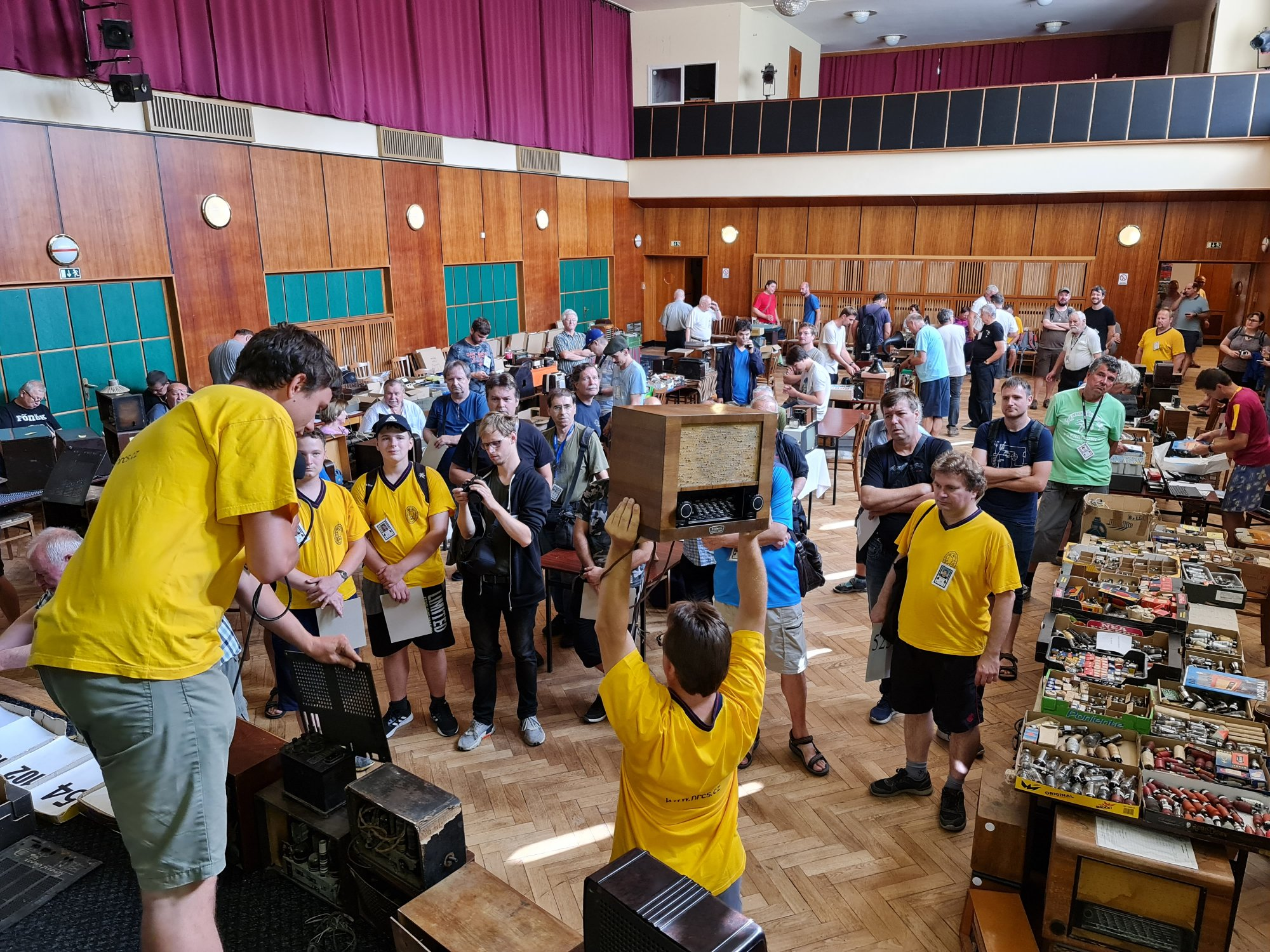
Momentka ze setkání členů radioklubu v Třešti

Historický radioklub československý, z.s. (HRČS) je zájmový spolek příznivců historické radiotechniky. Členy spolku jsou převážně sběratelé historických radiopřijímačů, ale i zájemci z oborů souvisejících. Radioklub má vlastní stanovy a je registrován ve spolkovém rejstříku.
HRČS byl založen 27. září 1990 ve Zlíně za účasti PhDr. Františka Peřiny ze Zlína, Petra Fridricha z Říčan u Prahy a Ivana Marka z Pardubic. Mnozí z prvních členů HRČS se znali mj. i z Kruhu přátel Technického muzea v Brně. Od roku 2005 je klub veden pětičlenným představenstvem voleným na tříleté funkční období. Současným předsedou představenstva je Jan Mottl.
HRČS má v roce 2023 zhruba 350 aktivních členů. Členem může být kromě fyzické osoby i osoba právnická. Členy HRČS jsou tedy i dvě česká velká technická muzea (Národní technické muzeum v Praze a Technické muzeum v Brně).

## Aktivity pro členy
Pořádá čtyřikrát ročně celostátní setkání sběratelů spojená s dražbou a bazarem historických radiopřijímačů či jiných artefaktů týkajících se tohoto oboru.

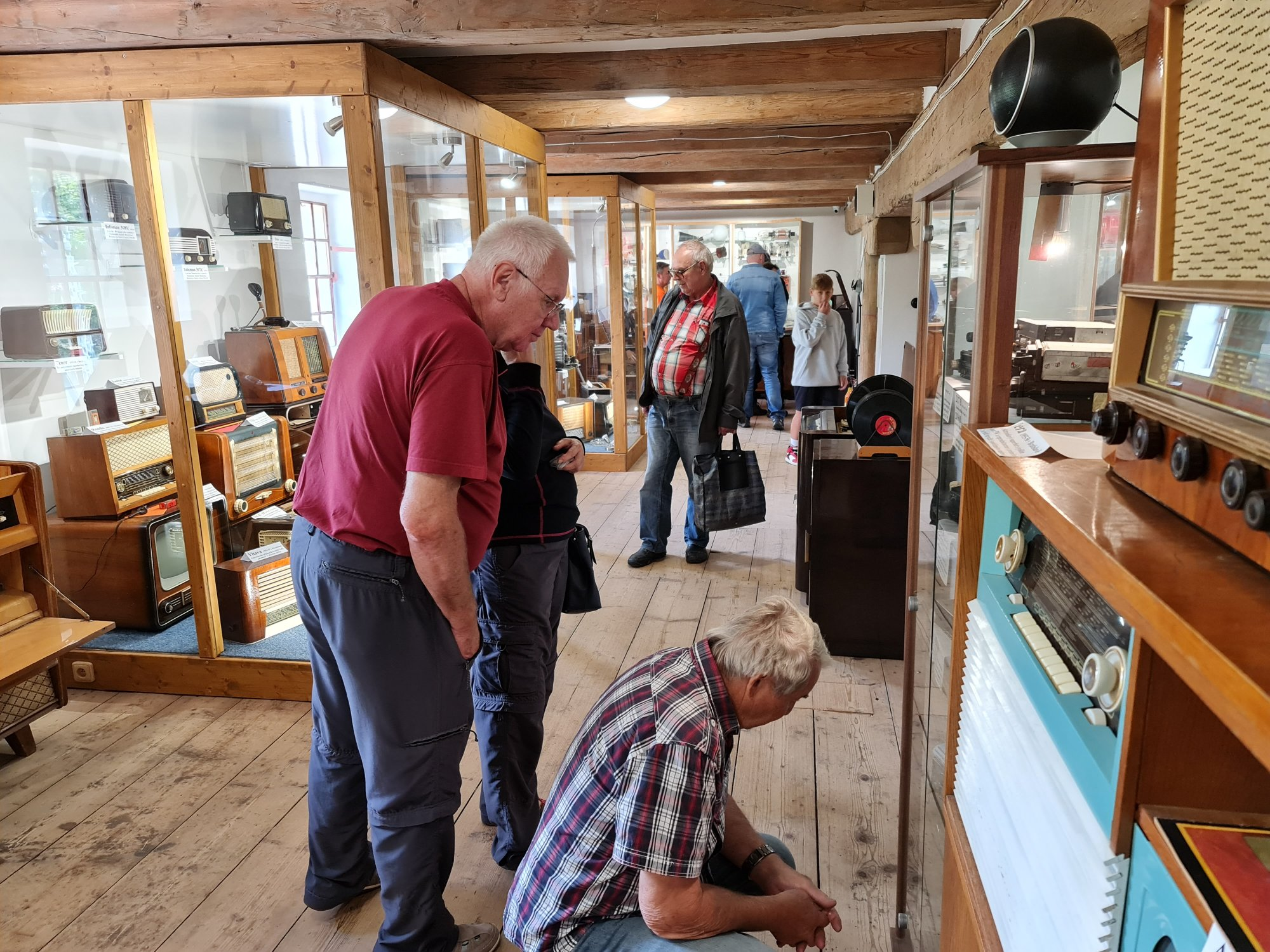
Expozice v prvním patře Muzea Tesla

### Muzeum Tesla
Radioklub si též klade za úkol budování muzea československého radioprůmyslu v rámci záchrany existenčně ohrožených technických památek. Muzeum Tesla se nachází v Třešti poblíž Jihlavy. První plnohodnotná expozice byla otevřena v srpnu 2012 pod názvem "TESLA - dědictví čs. elektroprůmyslu" a návštěvník si může prohlédnout domácí radiopřijímače, televizory, gramofony, mafnetofony od úplných začátků výrobního programu n.p. Tesla až do jeho konce. Tato expozice je umístěna v prvním patře muzea a její realizace byla spolufinancována z fondů rozvoje venkova v rámci EU. Expozice "Těžké radiotechniky", v níž je možné spatřit rozhlasové vysílače, režijní pracoviště, elektronový mikroskop, hodinovou ústřednu, telefonní přepojovač s dálnopisem či televizní i filmovou studiovou techniku s funkční hlasatelnou. V plánu je expozice "kolébka Tesly", v níž bude moci návštěvník spatřit výrobky firem, z nichž po válce vznikl koncern Tesla. Muzeum vlastní samostatnou budovu depozitáře, v němž je uložena podstatná část sbírkových artefaktů. Budova depozitáře v současnosti prochází adaptací.

### ČasopisRadiojournal

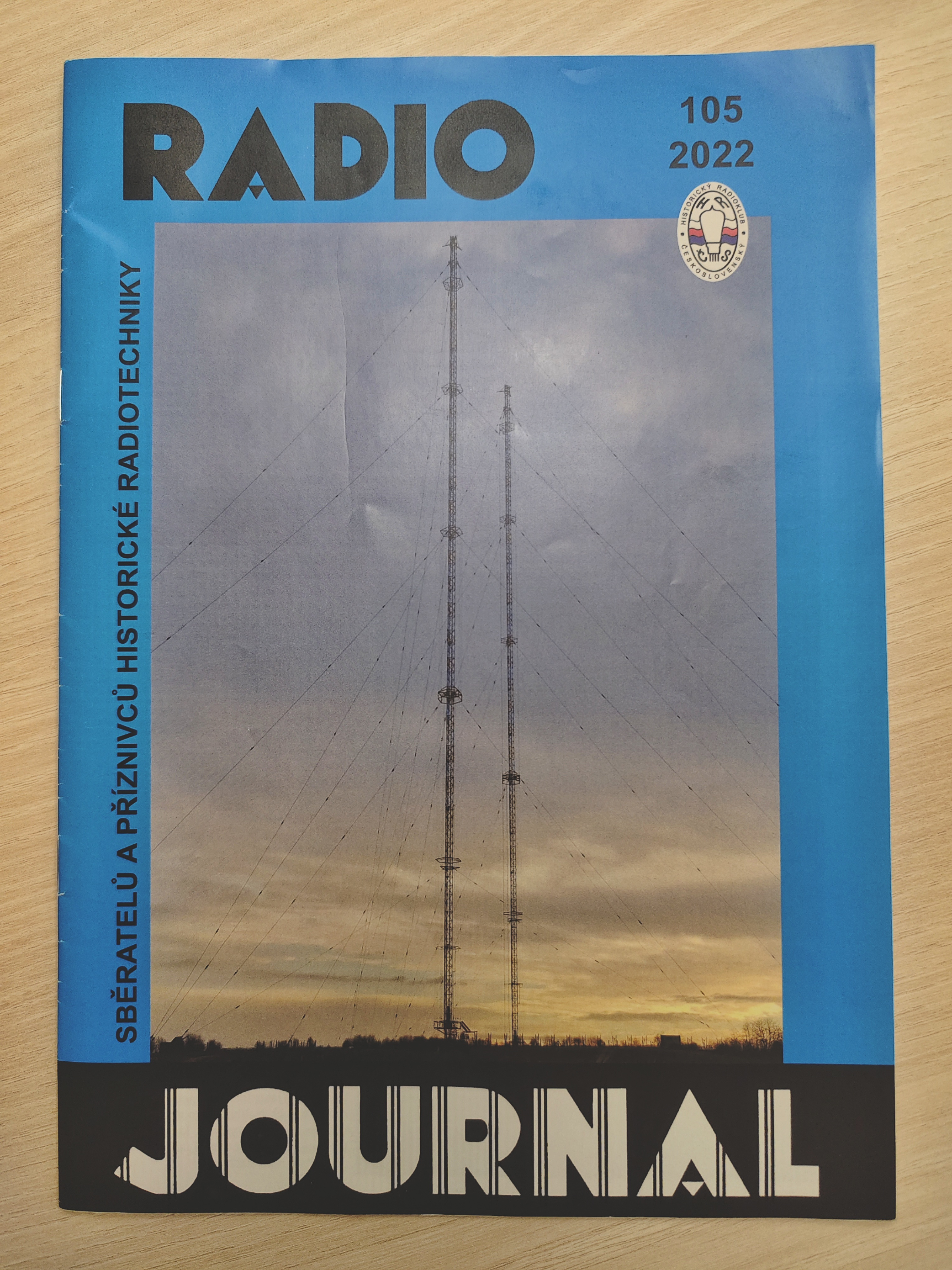
Členský bulletin Radiojournal

Pro své členy vydává HRČS specializovaný časopis Radiojournal, vycházející nejméně 3× do roka včetně příloh. Obsahem časopisu bývají autorské seriály o historii jednotlivých producentů radiotechniky, servisní návody na restaurování historické radiotechniky či reportáže z akcí pořádaných radioklubem. Zakladatelem časopisu byl PhDr. František Peřina, první číslo vyšlo coby samizdat v září 1988, tedy dříve, než byl založen samotný HRČS. Redakce časopisu sídlí od roku 2005 v Brně, šéfredaktorem časopisu je Pavel Boudný.